# Alexandru Odobescu
Alexandru Odobescu (1834-1895) fue un escritor, arqueólogo y político rumano.

## Biografía
Nació en Bucarest en 1834. Terminó sus estudios en París, que había iniciado en su tierra natal, e inmediatamente se dio a conocer a través de sus publicaciones literarias: Michnea Vodă, Doanma Chiajna, Despre satyra latină, relatos históricos publicados en 1858-1859 en la revista România literară de V. Alexandri. En 1860 comenzó a realizar numerosas excursiones arqueológicas por todo el país. Se opuso al latinismo exagerado en la lengua rumana. Más adelante, de 1861 a 1863, editó la revista Revista Română, en la que publicó estudios sobre el poeta Văcărescu, Psaltirea de Coresi, así como artículos sobre arqueología (Bistrița, Snagovul)
Arqueólogo, profesor y publicista, fue director del Archivo del Estado, del Ministerio de Cultos e Instrucción Pública. El 26 de mayo de 1863, Odobescu fue llamado a la cabeza del Departamento de Cultos y dirigió este ministerio hasta el 12 de octubre del mismo año, cuando abordó la cuestión de los monasterios consagrados y publicó Etudes sur les droits et obligations des monastères Roumains dédiès aux Saints-Lieux. Enviado a París para organizar la sección rumana en la Exposición Universal de 1867, a su regreso publicó Notice sur la Roumanie y colaboró en la revista Columna lui Traian. También ejerció como ministro de Asuntos Exteriores.
En 1873 fue nombrado director general del teatro de Bucarest hasta 1876 cuando dimitió y se instaló por un tiempo más largo en París. En 1873 publicó el volumen humorístico Psevdolkynigheticos. En 1878, fue nombrado profesor de la Facultad de Letras de Bucarest, curso de arqueología y antigüedades, y posteriormente fue director de la Escuela Normal Superior de Bucarest y maestro de conferencias en la misma escuela. Miembro de la Academia Română desde 1868, se opuso al latinismo exagerado en la lengua rumana. Falleció el 10 de noviembre de 1895, suicidado, al parecer mediante veneno